# Hyperborea (geslacht)
Hyperborea is een geslacht van vlinders van de familie spinneruilen (Erebidae), uit de onderfamilie Arctiinae.

## Soorten
- H. czekanowskii Grum-Grshimailo, 1899